# Plympton
Plympton és una població dels Estats Units a l'estat de Massachusetts. Segons el cens del 2000 tenia 2.637 habitants.

## Demografia
Segons el cens del 2000, Plympton tenia 2.637 habitants, 854 habitatges, i 737 famílies. La densitat de població era de 68,8 habitants/km².
Dels 854 habitatges en un 43,3% hi vivien nens de menys de 18 anys, en un 76,5% hi vivien parelles casades, en un 7% dones solteres, i en un 13,7% no eren unitats familiars. En el 10,5% dels habitatges hi vivien persones soles el 3,5% de les quals corresponia a persones de 65 anys o més que vivien soles. El nombre mitjà de persones vivint en cada habitatge era de 3,09 i el nombre mitjà de persones que vivien en cada família era de 3,32.
Per edats la població es repartia de la següent manera: un 28,6% tenia menys de 18 anys, un 6,4% entre 18 i 24, un 29,5% entre 25 i 44, un 28,9% de 45 a 60 i un 6,6% 65 anys o més.
L'edat mediana era de 38 anys. Per cada 100 dones de 18 o més anys hi havia 91,3 homes.
La renda mediana per habitatge era de 70.045 $ i la renda mediana per família de 75.000$. Els homes tenien una renda mediana de 45.531 $ mentre que les dones 34.000$. La renda per capita de la població era de 24.344$. Entorn del 0,8% de les famílies i el 2,1% de la població estaven per davall del llindar de pobresa.